# Pride (In the Name of Love)
〈Pride (In the Name of Love)〉는 아일랜드의 록 밴드 U2의 곡이다. 1984년 이 밴드의 두 번째 곡인 《The Unforgettable Fire》는 1984년 9월에 이 음반의 리드 싱글로 발매되었다. 마틴 루터 킹 주니어에 대해 쓴 이 곡은 그 당시에 엇갈린 평을 받았지만, 이 밴드의 주요 상업적 성공이었고 그 이후 이 밴드의 가장 인기 있는 곡 중 하나가 되었다. 〈Pride〉는 《The Best of 1980–1990》의 첫 곡으로 컴필레이션에, 그리고 2006년 컴필레이션 《U218 Singles》에 등장했다.
이 노래는 《롤링 스톤》의 역사상 가장 위대한 노래 500곡에서 388위에 올랐으며 로큰롤 명예의 전당 500곡에 포함되어 있다.